# کرت نیومن
کُرت نیومن (آلمانی: Kurt Neumann؛ ۵ آوریل ۱۹۰۸ – ۲۱ اوت ۱۹۵۸) کارگردان هالیوودی اهل آلمان بود.

## بخشی از فیلمشناسی
- جاسوسی (۱۹۳۷)
- جزیره مردان گمشده (۱۹۳۹)
- بجنبید سربازها! (۱۹۴۳)
- حلقه (۱۹۵۲)
- مگس (۱۹۵۸)
- ماچته (۱۹۵۸)